# Merrimac (condado de Sauk, Wisconsin)
Merrimac es un pueblo ubicado en el condado de Sauk en el estado estadounidense de Wisconsin. En el Censo de 2010 tenía una población de 942 habitantes y una densidad poblacional de 13,88 personas por km².

## Geografía
Merrimac se encuentra ubicado en las coordenadas 43°23′12″N 89°40′20″O / 43.38667, -89.67222. Según la Oficina del Censo de los Estados Unidos, Merrimac tiene una superficie total de 67.88 km², de la cual 62.77 km² corresponden a tierra firme y (7.52%) 5.1 km² es agua.

## Demografía
Según el censo de 2010, había 942 personas residiendo en Merrimac. La densidad de población era de 13,88 hab./km². De los 942 habitantes, Merrimac estaba compuesto por el 98.09% blancos, el 0.85% eran afroamericanos, el 0% eran amerindios, el 0.21% eran asiáticos, el 0% eran isleños del Pacífico, el 0% eran de otras razas y el 0.85% pertenecían a dos o más razas. Del total de la población el 2.02% eran hispanos o latinos de cualquier raza.